# Менегелло, Эцио
Эцио Менегелло (итал. Ezio Meneghello; 13 ноября 1919, Верона, Венеция — 11 октября 1987, Верона, Венеция) — итальянский футболист, игравший на позиции защитника.

## Клубная карьера
Профессиональную карьеру начинал в 1936 году в «Леньяго». В следующем году перешёл в «Амброзиана-Интер». За 3 сезона в миланском клубе Менегелло дважды становился национальным чемпионом (1937/38 и 1939/40). Сезон 1940/41 провёл в «Вероне». Последнем клубом Эцио перед началом Второй мировой войны был «Фанфулла». Во время войны выступал за «Судзару», «Лечче» и «Про Италия Таранто». С 1945 по 1947 год играл за «Падову». Сезон 1947/48 провёл в «Судзаре». Карьеру футболиста завершил в 1950 году в родном клубе «Верона».

## Достижения
- Чемпион Италии: 1937/38, 1939/40
- Обладатель Кубка Италии: 1938/39